# ボラ待ちやぐら

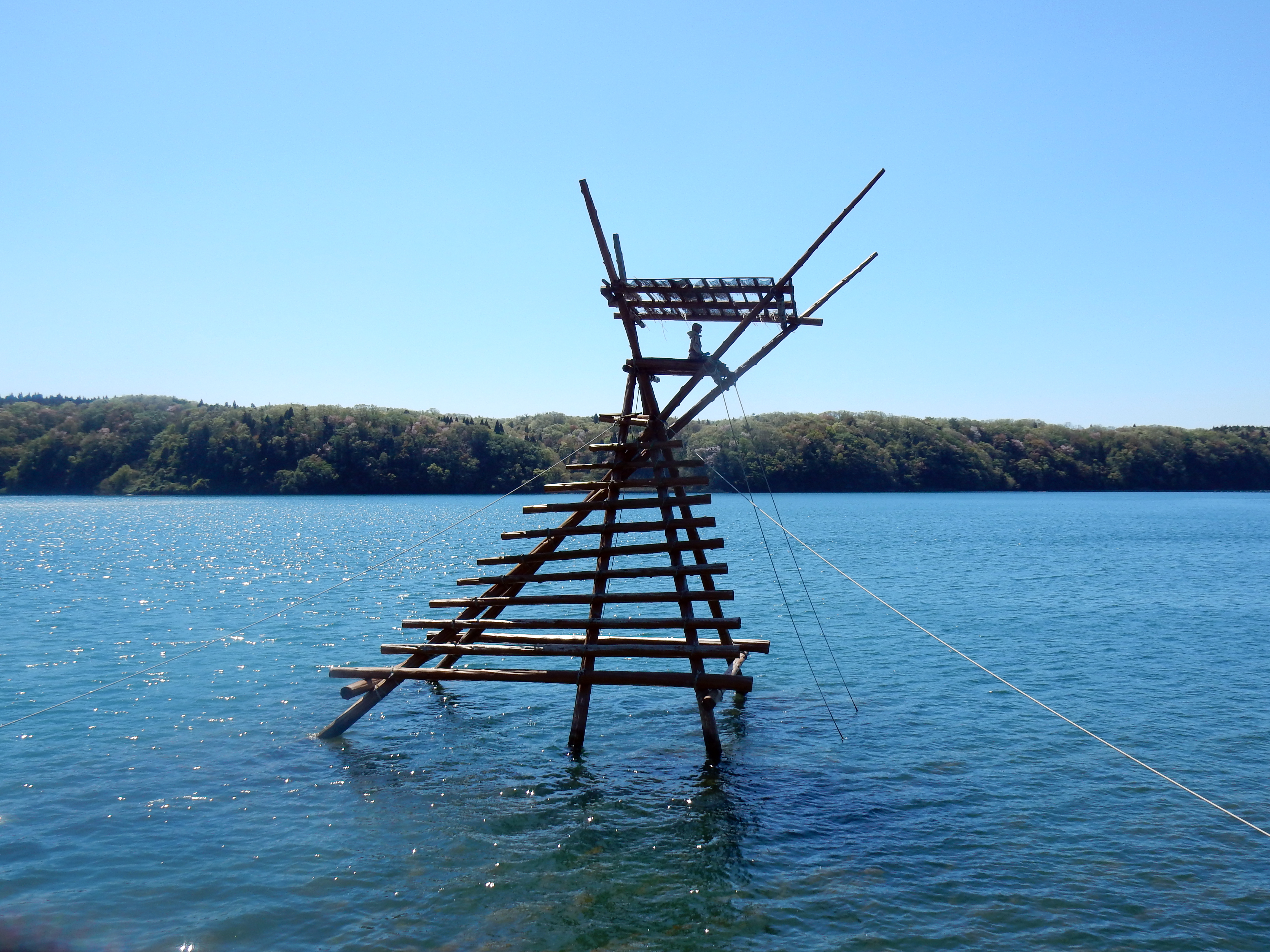
ボラ待ちやぐら

ボラ待ちやぐら（ボラまちやぐら）は、石川県能登半島の七尾湾付近で行われたボラ漁に使われる櫓である。

## 概要
ボラは警戒心が非常に強いため、漁師はこの櫓の上から海底に張ったフクロ網の上を通るのを待ち、網を通るとすぐさま引き上げる。この漁法は江戸時代に始まり、かつては、湾内に多数の櫓を見ることができたが、1970年代から急速に減少し、現在は観光用に残されているのみで1996年を最後にこの漁は行われていない。
1889年に実見したパーシヴァル・ローウェルは、この櫓を「ロックの巣」と表現している。